# Gamini Fonseka
Gamini Fonseka, właśc. Sembuge Don Shelton Gamini Fonseka (ur. 21 marca 1936 w Dehiwala-Mount Lavinia, zm. 30 września 2004 w Ja-Ela) – lankijski aktor i polityk.
Był znanym aktorem i producentem filmowym (posługiwał się językiem syngaleskim). W 1989 za namową prezydenta Ranasinghe Premadasy zajął się polityką. W latach 1995–1998 był gubernatorem prowincji Północno-Wschodniej Sri Lanki.
Zmarł w Ja-Ela, w zachodniej Sri Lance na atak serca.

## Filmografia
- 1978: Rampage jako sir George
- 1983: Yagunthaya jako Sawimen Kabalana
- 1988 Spies Inc. jako Jodri
- 1992–2001: Freunde fürs Leben jako Fasal Hakim
- 1994: Le Livre de cristal jako szef policji
- 1995: Pawana Ralu Viya jako Bradman Weerasinghe